# Targi Lipskie
Targi Lipskie (niem. Leipziger Messe, ang. Leipzig Fair) – nazwa organizatora branżowych imprez wystawienniczych i kongresów w Lipsku, z tradycją od 1895.
W okresie NRD targi były czołowymi w tej części Europy.
Targi Lipskie należą do pierwszej dziesiątki największych ośrodków targowych w Niemczech i do pięćdziesięciu największych ośrodków na całym świecie. Ich bogata, 850-letnia tradycja oraz związane z nią długoletnie doświadczenie pozwoliły na wypracowanie prawdziwie światowej renomy. Rocznie w Lipsku odbywa się około 40 imprez wystawienniczych, prawie 100 kongresów oraz wiele eventów i wydarzeń około biznesowych. Targi odwiedzane są przez około 1,2 miliona osób z całego świata, a liczba wystawców przekracza 11.000 przedsiębiorstw.
Wybudowane w 1996 Nowe Tereny Targowe zachwycają architekturą ze szkła i stali, a swoim wystawcom i odwiedzającym oferują wysoką funkcjonalność oraz idealne rozwiązania komunikacyjne. Łączna powierzchnia pięciu hal wystawienniczych oraz centralnie położonej Hali Szklanej wynosi 111.300 m², a dodatkowa powierzchnia terenów zewnętrznych to 70.000 m². Do całego kompleksu należy także jedno z najnowocześniejszych w Europie centrum kongresowe Congress Center Leipzig.

## 850 lat Targów Lipskich
W 2015 Targi Lipskie obchodziły 850-letni jubileusz. W 1165 Lipsk otrzymał prawa miejskie i targowe przyznane przez margrabiego Miśni Ottona Bogatego (niem. Otton von Meissen). Od tego czasu rola targów miała niebagatelny wpływ na rozwój miasta. Rozbudowujący się plac targowy stał się impulsem do osiedlania się na tych terenach rzemieślników i handlowców. Targi, stając się przez lata integralną częścią miasta, zasłużyły sobie na specjalne miejsce w świadomości ich mieszkańców. Saksończycy znani ze swej przedsiębiorczości i otwartości po dziś dzień silnie identyfikują się z targami. Z okazji jubileuszu Targi Lipskie przygotowały bogaty program wydarzeń w mieście i na samych targach, który realizowany był przez cały rok 2015. Inauguracją było stworzenie przez 850 osób (przez pracowników Targów Lipskich, mieszkańców Lipska i gości specjalnych) żywego logotypu targów – podwójnego MM na starówce miasta. Każda z osób trzymała w ręku biały balon z logotypem targów. Punktem kulminacyjnym obchodów będzie jubileuszowy tydzień zaplanowany w terminie od 27 czerwca do 5 lipca, podczas którego odbędzie się między innymi 47. Międzynarodowa Konferencja Targowa oraz oficjalna gala.

## Chronologia Targów
- ok. 1165 – nadanie praw miejskich i targowych przez margrabiego Ottona von Meissen
- 1497 – potwierdzenie przywilejów targowych przez cesarza Maksymiliana I
- 1507 – Maksymilian I organizatorem Targów Cesarskich (Reichsmessen)
- 1895 – pierwsze tzw. Targi Wzorcowe (Mustermesse) w centrum Lipska
- 1916 – powołanie Lipskiego Zarządu Targowego (Leipziger Messe Amt)
- do 1917 zbudowano 30 domów targowych (Messe-Häuser) m.in. Mädler-Passage, Petershof, Handelshof, Specks Hof, Drei Könige
- 1917 – Erich Gruner(inne języki) zaprojektował symbol targów – MM.
- 1920 – pierwsze targi wiosenne na terenach targowych (II miejsce targów lipskich) przy Pomniku Bitwy Narodów w południowo-wschodniej części miasta
- 1924 – wybudowanie pierwszego na świecie podziemnego domu targowego
- 1943-1945 – w wyniku działań wojennych zniszczeniu uległo ok. 80% hal i pomieszczeń targowych
- maj 1946 – pierwsze targi po zakończeniu II wojny światowej
- do 1990 – targi ogólno-przemysłowe organizowane wiosną i jesienią
- 1990 – przekształcenie w Leipziger Messe GmbH[1]
- 1991 – dotychczasowa forma targów zostaje zastąpiona targami branżowymi
- 1996 – otwarcie (III miejsce) nowych terenów targowych

W 2014 w Lipsku odbyło się 40 branżowych imprez targowych oraz kongresów. Targi Lipskie to 9 900 wystawców i 1.2 miliona odwiedzających rocznie

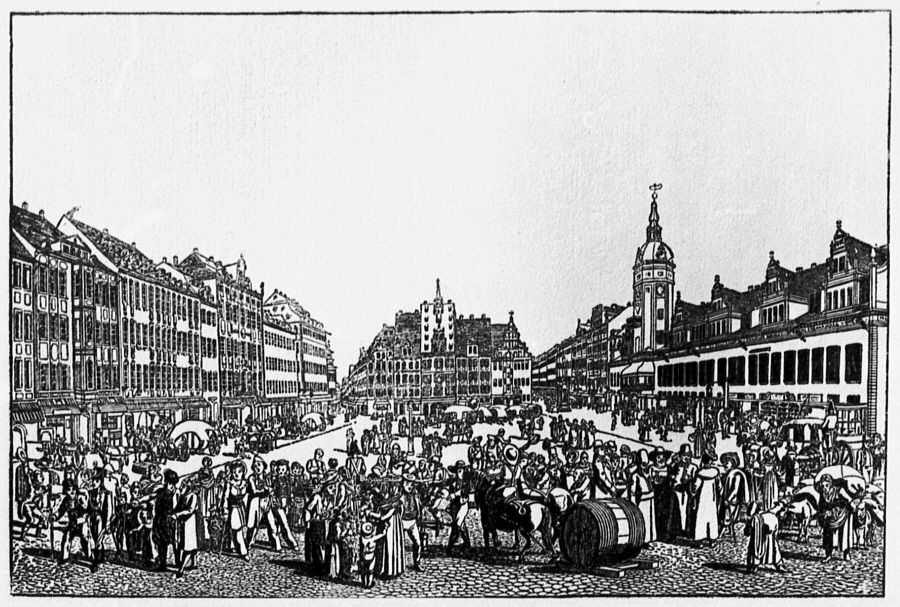
Rynek lipski około 1800
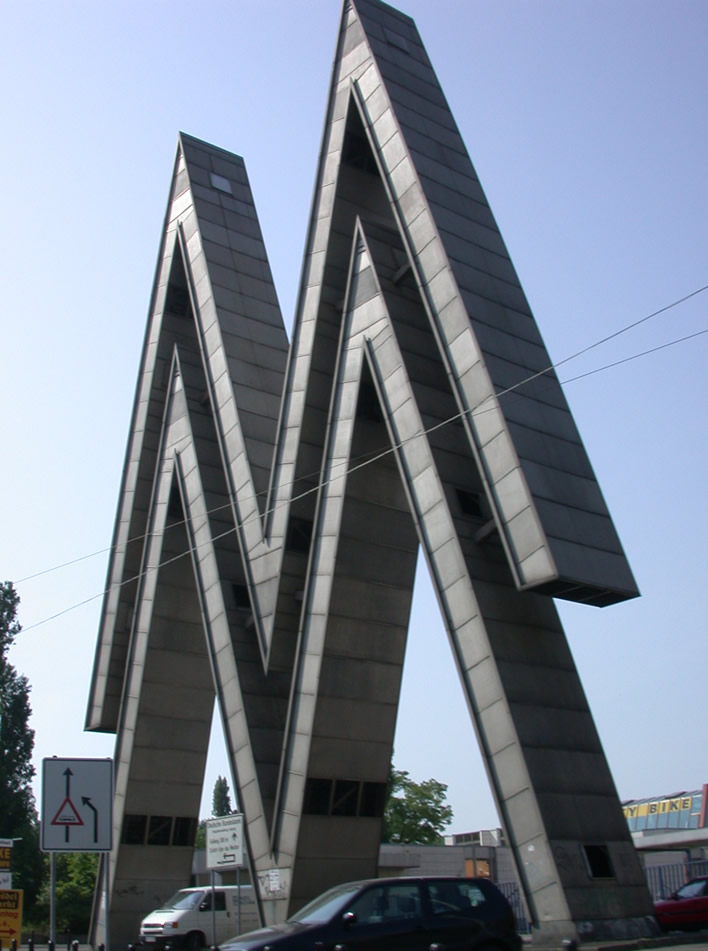
Podwójne M – logo Targów Lipskich
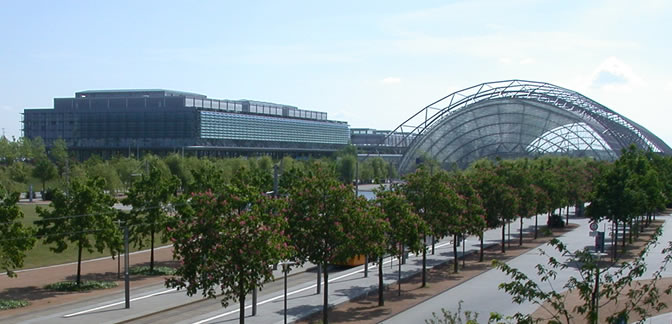
Nowe tereny targowe Targów Lipskich
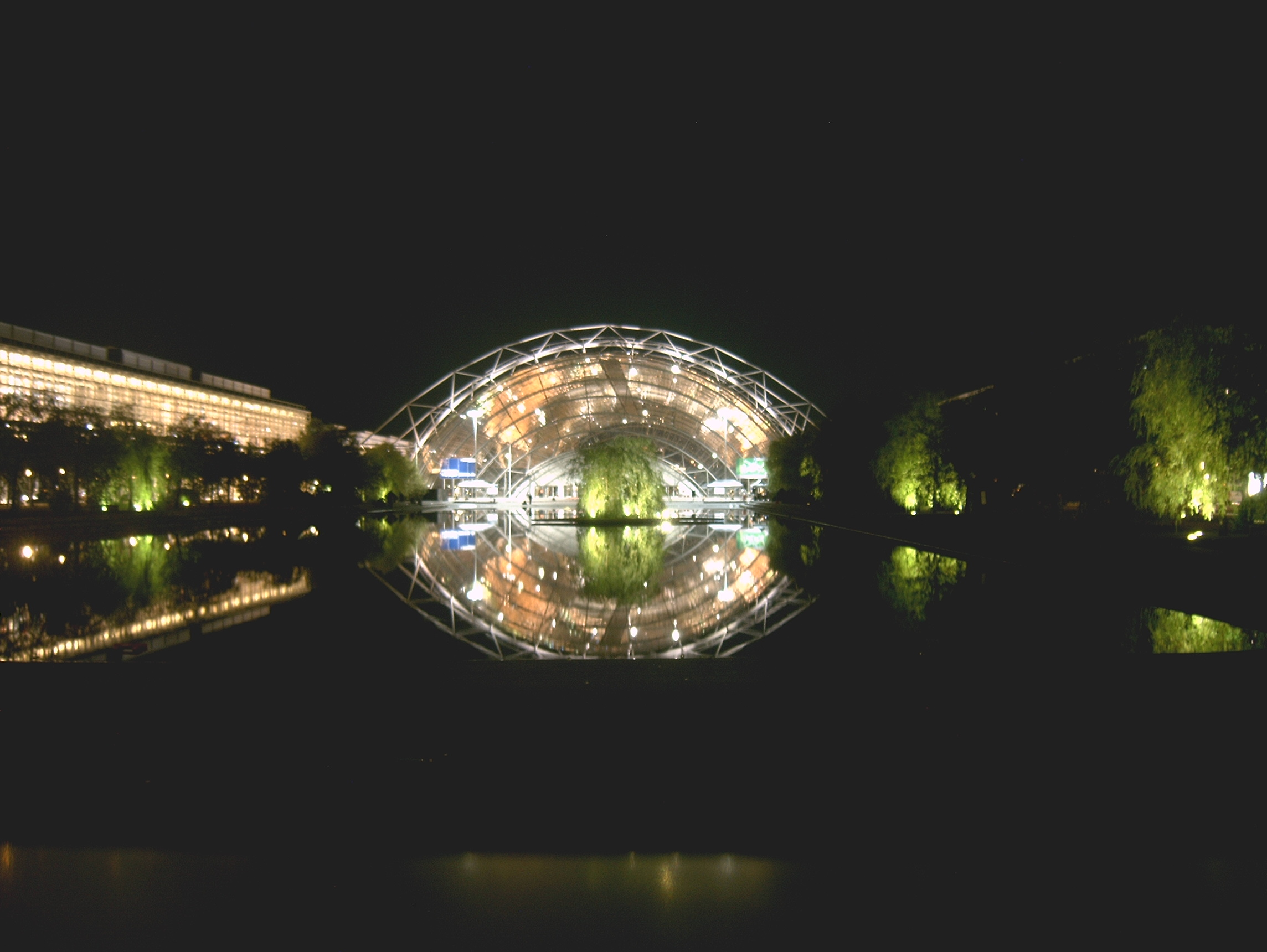
Nowe tereny targowe nocą